# Сжигание Старого года

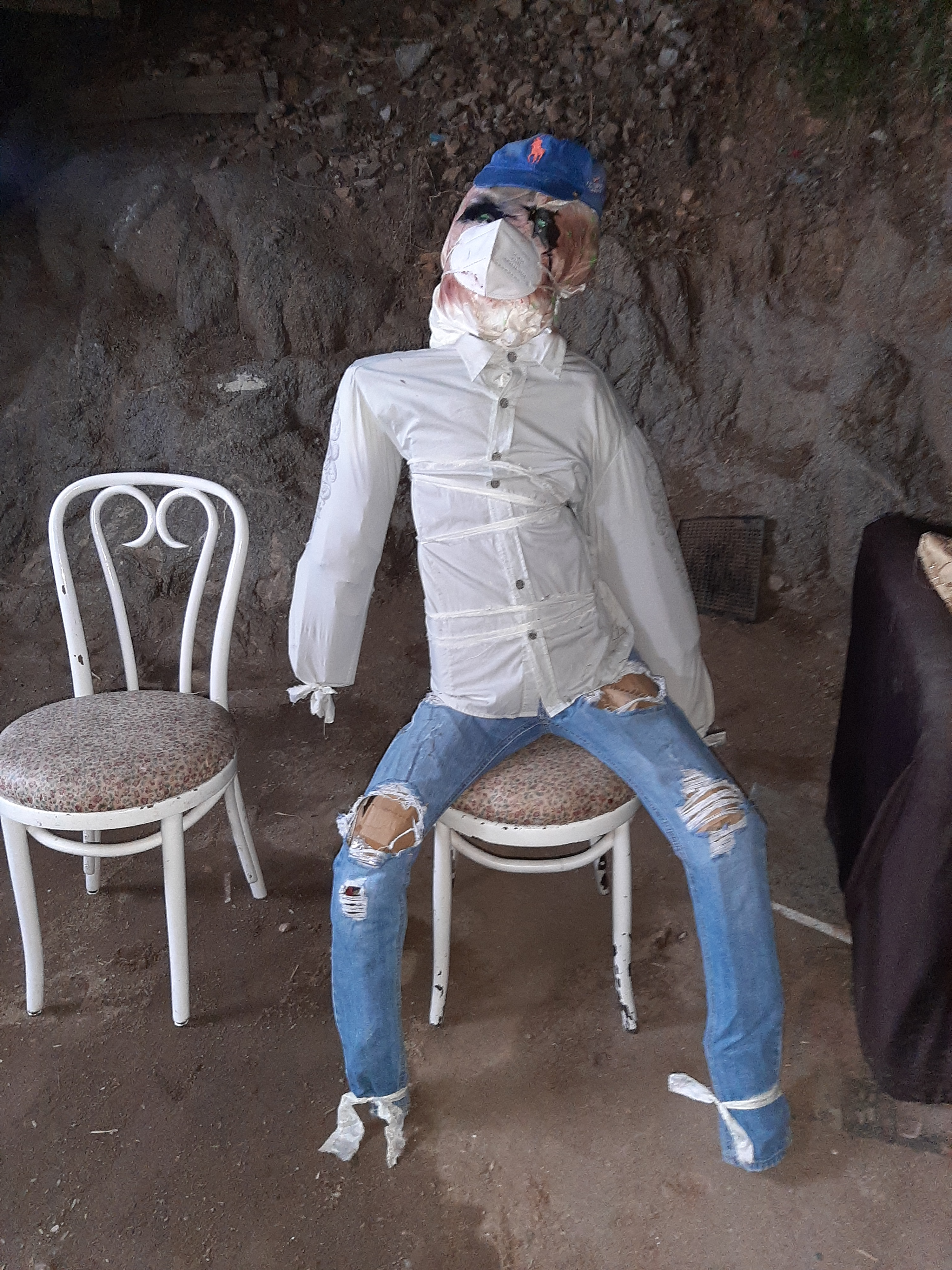
Чучело Старого года в защитной маске. 2020

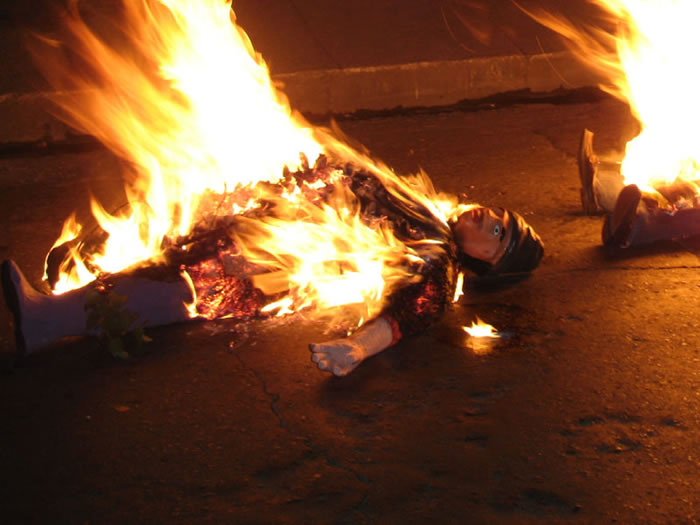
Сжигание Старого года в Колумбии

Сжигание Старого года — старинный предновогодний обычай в Эквадоре, заимствованный также в некоторых других странах Южной Америки, в частности, в Колумбии и Перу. 31 декабря в Эквадоре сжигают олицетворяющие завершающийся год персонифицированные чучела из старых газет и опилок с различными масками вместо лица, в том числе знаменитостей среди политиков, спортсменов, киногероев, персонажей комиксов и мультипликационных фильмов. Ритуал символизирует смерть и кульминацию одного цикла и рождение другого и означает прощание с уходящим годом и со всеми пережитыми в нём неприятностями и бедами в надежде на положительные эмоции и успех, которые принесёт годы наступающий. 
Существует несколько версий происхождения эквадорского ритуала сжигания чучела Старого года. В работе 1930 года историк из Гуаякиля Модесто Чавес Франко ведёт историю от ночных сжиганий испанскими миссионерами на Страстную неделю гротескных чучел из стружки и опилок с порохом, символизировавших евреев, в отместку за предательство Иуды Искариота. Сын Чавеса Франко, журналист и историк  Родриго Чавес Гонсалес на основе рассказов бабушки в 1961 году предложил политическую версию сжигания Старого года: опасавшийся беспорядков президент Эквадора Габриэль Гарсия Морено наложил запрет на проведение в Гуаякиле 31 декабря 1871 года любых праздничных мероприятий. Тем не менее, несколько юношей, изготовивших смешное чучело, пришли в администрацию за разрешением сжечь его. Чучело было признано похожим на дона Габриэля и уничтожено, а его авторов отправили в тюрьму на двое суток. Традицию сжигания Старого года в Эквадоре историки ведут также от эпидемии жёлтой лихорадки в Гуаякиле в 1895 году, когда одежду умерших сжигали на улице в качестве санитарной меры. В 1972 году исследовательница Марта Томала де Флоренсия опубликовала заметки испанца Педро Миллера, который прибыл в Эквадор в 1870 году и ещё тогда наблюдал ритуал сжигания чучел, бытовавший в низших слоях общества, среди аборигенов и метисов.
Самые ранние свидетельства традиции сжигания Старого года относятся к 1897 году, когда после испепелившего Гуаякиль пожара в октябре 1896 года горожане, позабыв пережитый ужас, шумно праздновали на улицах смерть Старого года и наступление Нового. Итальянский натуралист Энрико Феста оставил записи о том, что люди в маскарадных костюмах в похоронной процессии носили чучела Старого года, а в полночь с орудийными залпами, шутихами и перезвоном колоколов радостно приветствовали Новый год.